# Holmy Simonova
Die Holmy Simonova (englische Transkription von russisch Холмы Симонова Cholmy Simonowa, deutsch ‚Simonow-Hügel‘) sind ein Hügel an der Küste des ostantarktischen Königin-Marie-Lands. Er ragt zwischen dem Denman-Gletscher und den Obruchev Hills auf.
Russische Wissenschaftler benannten ihn. Der Namensgeber ist nicht überliefert.